# Matilde de Holstein
Matilde de Holstein, alternativavente Mechtilde, Mechtild, Mechthild, Mektild, Matilda (nacida entre 1220 y 1225-Kiel, 1288), fue reina de Dinamarca como la esposa del rey Abel I. Era hija del conde Adolfo IV de Holstein y de Eduviges de Lippe. En segundas nupcias se casó con Birger Jarl, regente de Suecia.

## Biografía
Matilde casó por vez primera en la ciudad de Schleswig, el 25 de abril de 1237, con el futuro rey Abel de Dinamarca, entonces duque de Schleswig. Fue coronada junto a su esposo en Roskilde el 1 de noviembre de 1250.
Su marido pronto falleció (1252), y Matilde ingresó en un monasterio. Logró sacar a su primogénito, Valdemar, de prisión en casa del arzobispo de Colonia, y luchó para hacer valer los derechos de sus hijos en el ducado de Schleswig. En 1253, aseguró el ducado de Sønderjylland para su hijo. Rompió su compromiso monástico y decidió desposarse con Birger Jarl en 1261 para obtener apoyo de este, que era el gobernante de facto en Suecia. Birger había sido uno de los mayores enemigos de su anterior marido, enemistad que sólo terminó con la muerte de Abel.
En Dinamarca fue bastante impopular, siendo llamada la alemana hija del diablo, y acusada de destruir cartas del Papa y del emperador a Valdemar II. También se le acusó de ser la responsable de destruir las conquistas danesas en el norte de Alemania, puesto que apoyó decididamente a sus hijos para que, aliados de Holstein, gobernasen Schleswig, en confrontación con Dinamarca. 
A la muerte de Birger Jarl, Matilde regresó a su tierra natal, el Condado de Holstein. Falleció en la ciudad de Kiel, en 1288, pero sus restos fueron trasladados a Suecia, donde serían enterrados junto a los de su marido, en el Convento de Varnhem.

## Descendencia
De Abel I de Dinamarca, Matilde tuvo cuatro hijos:
- Valdemar (1238-1257, aproximadamente), duque de Schleswig.
- Sofía (1240-1286 o 1290), esposa del duque Bernardo de Anhalt-Bernburg.
- Erico (1242-1272), duque de Schleswig.
- Abel (1252-1259), regente de Schleswig, duque vasallo de Dinamarca.

No se sabe a ciencia cierta si tuvo hijos con Birger Jarl. Algunas fuentes parecen señalar que Benito, el hijo menor de Birger Jarl, era en realidad hijo de Matilde, lo mismo que Cristina.